# Tristan Gale
Tristan Gale, född den 10 augusti 1980 i Ruidoso, USA, är en amerikansk skeletonåkare,
Hon tog OS-guld i skeleton i samband med de olympiska skeletontävlingarna 2002 i Salt Lake City.